# (306367) Нут
(306367) Нут (лат. Nut) — небольшой околоземный астероид из группы аполлонов, который характеризуется крайне вытянутой орбитой, из-за чего в процессе своего движения вокруг Солнца он пересекает орбиты сразу трёх планет: Венеры, Земли и Марса. Астероид был открыт 22 октября 1960 года голландскими астрономами К. Й. ван Хаутеном, И. ван Хаутен-Груневельд и Томом Герельсом в Паломарской обсерватории и назван в честь Нут, древнеегипетской богини неба.

Орбита астероида Нут и его положение в Солнечной системе